# Campionati del mondo di ciclismo su strada 1999 - Cronometro maschile Elite
La cronometro maschile Elite dei Campionati del mondo di ciclismo su strada 1999 è stata corsa il 7 ottobre in Italia, nei dintorni di Treviso, su un percorso di 50,8 km. L'oro andò al tedesco Jan Ullrich che vinse con il tempo di 1h00'28"44 alla media di 50,209 km/h, argento allo svedese Michael Andersson e a completare il podio il britannico Chris Boardman.

## Classifica (Top 10)
| Pos. | Corridore           | Squadra       | Tempo      |
| ---- | ------------------- | ------------- | ---------- |
| 1    | Jan Ullrich         | Germania      | 1h00'28"44 |
| 2    | Michael Andersson   | Svezia        | a 14"09    |
| 3    | Chris Boardman      | Gran Bretagna | a 58"66    |
| 4    | Raivis Belohvoščiks | Lettonia      | a 1'04"50  |
| 5    | Melchor Mauri       | Spagna        | a 1'18"81  |
| 6    | Serhij Hončar       | Ucraina       | a 1'19"53  |
| 7    | Gilles Maignan      | Francia       | a 1'25"40  |
| 8    | Erik Dekker         | Paesi Bassi   | a 1'40"59  |
| 9    | Jens Voigt          | Germania      | a 1'45"11  |
| 10   | Alex Zülle          | Svizzera      | a 1'45"79  |